# Starship Troopers
Starship Troopers (No Brasil: Tropas Estelares, em Portugal: Soldado no Espaço) é um romance de ficção científica militar escrito por Robert A. Heinlein, publicado na The Magazine of Fantasy & Science Fiction entre outubro e novembro de 1959, Cujo filme posterior foi dirigido por Paul Verhoeven.
Através de uma narrativa em primeira pessoa, o enredo de Tropas Estelares conta as aventuras futuristas do soldado Juan "Johnny" Rico, membro da infantaria móvel. Após um ataque à Terra, que causa a destruição de Buenos Aires, ocorre uma guerra contra os Insetos (também chamados Aracnídeos) em seu planeta, Klendathu.
A obra é considerada um clássico da literatura. Já foi alvo de adaptações para diversos formatos de mídia, como série de TV, cinema, quadrinhos e anime.

## Adaptações
O filme Aliens de James Cameron, de 1986, incorporou temas e frases da novela, tais como os termos "the drop" e "bug hunt", assim como a empilhadeira exoesqueleto. Os atores representando os "Colonial Marines" ("Fuzileiros Coloniais") também foram obrigados a ler Starship Troopers como parte de sua preparação antes das filmagens.
O criador da série de TV animê mecha Mobile Suit Gundam (1979) tem citado Starship Troopers como inspiração.
Em 1988, a Sunrise e a Bandai Visual produziram uma OVA japonesa localmente intitulada Uchū no Senshi.[carece de fontes?]
Os direitos para a filmagem da novela foram licenciados nos anos 1990.
A versão para o cinema, Starship Troopers, de 1997, foi dirigida por Paul Verhoeven (RoboCop, Total Recall), e estrelada por Casper Van Dien, Dina Meyer e Denise Richards. O filme divergiu muito em termos de temas e tramas da novela, e recebeu críticas variadas. Uma sequência seguiu-se em 2004, intitulada Starship Troopers 2: Hero of the Federation, e outra em 2008, Starship Troopers 3: Marauder, e outra em 2012, Starship Troopers: Invasion. Uma série de animação, Roughnecks: Starship Troopers Chronicles, que teve inspiração tanto da novela quanto do primeiro filme, iniciou em 1999 e foi encerrada após 37 episódios.
A franquia foi adaptada para os quadrinhos pelas editoras Dark Horse Comics, Moongoose e Markosia.
Em julho de 2012, um filme de animação intitulado Starship Troopers: Invasion foi lançado em DVD e Blu-ray. Ele apresenta novos personagens, Rico, surge como um general, desempenhando um papel de apoio.